# الحاجب (حلب)
الحاجب بلدة وناحية تابعة لمنطقة السفيرة في محافظة حلب في سوريا. تقع جنوب مدينة حلب. بلغ عدد سكان الناحية 10,408 نسمة حسب تعداد عام 2004.